# Lista drumurilor din Republica Moldova
Lista drumurilor din Republica Moldova este redată în tabelele de mai jos, conform Anexei 1 „Lista drumurilor publice naționale din Republica Moldova” și Anexei 2 „Lista drumurilor publice locale de interes raional din Republica Moldova” din Hotărârea de Guvern Nr. 1468 din 30 decembrie 2016 privind aprobarea listelor drumurilor publice naționale și locale din Republica Moldova.

## Drumuri expres
| Simbol | Număr | Denumire                                                                          |
| ------ | ----- | --------------------------------------------------------------------------------- |
|        | M1    | Frontiera cu România – Leușeni – Chișinău – Dubăsari – frontiera cu Ucraina       |
|        | M2    | Drumul de centură al mun. Chișinău                                                |
|        | M3    | Chișinău – Comrat – Giurgiulești – frontiera cu România                           |
|        | M3.1  | Giurgiulești – frontiera cu Ucraina                                               |
|        | M4    | Tiraspol – Dubăsari – Rîbnița                                                     |
|        | M5    | Frontiera cu Ucraina – Criva – Bălți – Chișinău – Tiraspol – frontiera cu Ucraina |

## Drumuri republicane
| Simbol | Număr | Denumire                                                             |
| ------ | ----- | -------------------------------------------------------------------- |
|        | R1    | Chișinău – Ungheni – frontiera cu România                            |
|        | R1.1  | R1 – drumul de acces spre or. Ungheni                                |
|        | R2    | Chișinău – Bender – Tiraspol – M5                                    |
|        | R3    | Chișinău – Hîncești – Cimișlia – Basarabeasca – frontiera cu Ucraina |
|        | R3.1  | Drumul de acces spre or. Hîncești                                    |
|        | R3.2  | Cimișlia – M3                                                        |
|        | R4    | R6 – Goian – Criuleni – M1                                           |
|        | R5    | M5 – Vadul lui Vodă – M4                                             |
|        | R6    | Chișinău – Orhei – Bălți                                             |
|        | R7    | R14 – Drochia – Costești – frontiera cu România                      |
|        | R8    | Edineț – Otaci – frontiera cu Ucraina                                |
|        | R8.1  | R8 – Arionești – R14                                                 |
|        | R9    | R14 – Șoldănești – R20                                               |
|        | R10   | R25 – M1                                                             |
|        | R11   | Frontiera cu Ucraina – Briceni – Ocnița – Otaci – R8                 |
|        | R11.1 | Drumul de acces spre or. Ocnița                                      |
|        | R12   | R8 – Dondușeni – Drochia – Pelinia – M5                              |
|        | R12.1 | Drumul de acces spre or. Dondușeni                                   |
|        | R13   | Bălți – Florești – R14                                               |
|        | R14   | R6 – Codrul Nou – Soroca – Unguri – frontiera cu Ucraina             |
|        | R14.1 | R14 – Cosăuți – frontiera cu Ucraina                                 |
|        | R14.2 | Unguri–Otaci                                                         |
|        | R14.3 | Drum de acces la podul Cosăuți – Yampil                              |
|        | R15   | M5 – Glodeni                                                         |
|        | R15.1 | Bălți – M5                                                           |
|        | R16   | Bălți – Fălești – Sculeni – Ungheni                                  |
|        | R16.1 | R16 – frontiera cu România                                           |
|        | R17   | Fălești – Pîrlița                                                    |
|        | R18   | M4 – Camenca – frontiera cu Ucraina                                  |
|        | R19   | R9 – Cunicea – Camenca                                               |
|        | R20   | Orhei – Rezina – Rîbnița                                             |
|        | R21   | Orhei – Bravicea – Călărași                                          |
|        | R22   | Telenești – Ratuș – R6                                               |
|        | R23   | Basarabeasca – M3                                                    |
|        | R24   | R2 – Parcani – Bîcioc – Speia                                        |
|        | R25   | Bucovăț – Nisporeni                                                  |
|        | R26   | Bender – Căușeni – Cimișlia                                          |
|        | R27   | Tiraspol – Nezavertailovca – Pervomaisc                              |
|        | R28   | M3 – Comrat                                                          |
|        | R29   | Comrat – Ceadîr-Lunga – frontiera cu Ucraina                         |
|        | R29.1 | R29 – frontiera cu Ucraina                                           |
|        | R30   | Anenii Noi – Căușeni – Ștefan Vodă – frontiera cu Ucraina            |
|        | R30.1 | Drumul de acces spre or. Căușeni                                     |
|        | R31   | R30 – Tudora – Palanca – frontiera cu Ucraina                        |
|        | R32   | M3 – Vulcănești – Cahul – Taraclia                                   |
|        | R32.1 | Drumul de acces spre or. Vulcănești                                  |
|        | R32.2 | Drumul de acces spre or. Cahul                                       |
|        | R33   | Hîncești – Lăpușna – M1                                              |
|        | R34   | Hîncești – Leova – Cahul – Giurgiulești                              |
|        | R34.1 | Cahul – frontiera cu România                                         |
|        | R34.2 | Drumul de acces spre Portul Giurgiulești                             |
|        | R34.3 | M3 – drum de acces spre s. Slobozia Mare                             |
|        | R34.4 | Leova – frontiera cu România                                         |
|        | R35   | Comrat – Cantemir – R34                                              |
|        | R36   | Basarabeasca – Ceadîr-Lunga – R29                                    |
|        | R37   | Ceadîr-Lunga – Taraclia – R32                                        |

## Drumuri regionale
| Număr  | Denumire                                                               |
| ------ | ---------------------------------------------------------------------- |
| G1     | G5 – Briceni – Cotiujeni – Larga – frontiera cu Ucraina                |
| G2     | M5 – Hlina – Coteala – Larga – G1                                      |
| G3     | Lipcani – Bădragii Vechi – Brînzeni – M5                               |
| G3.1   | M5 – Lipcani – frontiera cu România                                    |
| G4     | M5 – Lipcani – Balasinești – Corjeuți – Tîrnova – M5                   |
| G5     | Frontiera cu Ucraina – Grimăncăuți – Briceni – Corjeuți – Tețcani – G3 |
| G6     | M5 – Bălcăuți – Mărcăuți – Corestăuți – R11                            |
| G7     | R11 – Corestăuți – Hincăuți – Hlinaia – M5                             |
| G8     | R11 – Bîrnova – Gîrbova – Sauca – R8                                   |
| G9     | R11 – Ocnița – Ruseni – R8                                             |
| G10    | G9 – Dîngeni – Cernoleuca – Climăuți – G8                              |
| G11    | R12 – Dondușeni – Sudarca – R8.1                                       |
| G12    | G11 – Plopi – Horodiște – Teleșeuca – Grigorăuca – R14                 |
| G13    | G12 – Bădiceni – Baxani – Schineni – Vanțina – G35                     |
| G14    | R14 – Drumul de acces spre or. Soroca                                  |
| G15    | G3 – Lopatnic – Gordinești – Edineț – M5                               |
| G16    | R12 – Tîrnova – Gașpar – Cupcini – M5                                  |
| G17    | G16 – Tîrnova – Mihăileni – Rîșcani – R7                               |
| G18    | R7 – Rîșcani – Vasileuți – Moșeni                                      |
| G19    | G26 – Sturzeni – Ivănești                                              |
| G20    | G17 – Fîntînița – Țarigrad – Drochia – R7                              |
| G21    | G3 – Zăbriceni – Cuconeștii Noi – Duruitoarea Nouă                     |
| G22    | M5 – Brătușeni – Zăicani – Văratic – Duruitoarea Nouă – G21            |
| G23    | G22 – Zăicani – Pîrjota – R7                                           |
| G23.1  | Zăicani – R7                                                           |
| G24    | R7 – Petrușeni – Camenca – G25                                         |
| G25    | G58 – Cobani – Hîjdieni – Glodeni – G57                                |
| G26    | R7 – Rîșcani – Lupăria – Glodeni – R15                                 |
| G27    | R7 – Chetrosu – Moara de Piatră – Cubolta – R13                        |
| G28    | G27 – Moara de Piatră – Hăsnășenii Noi – Dobrogea Nouă – R6            |
| G29    | R13 – Alexăndreni – Sîngereii Noi – G30                                |
| G30    | R6 – Mîndreștii Noi – Sîngereii Noi – G50                              |
| G31    | R6 – Bilicenii Vechi – M5                                              |
| G32    | R6 – Brejeni – Cîșla – G65                                             |
| G33    | R12 – Mîndîc – Zgurița – Mărculești – R13                              |
| G34    | G27 – Cubolta – Frumușica – G33                                        |
| G35    | R14 – Țepilova – Vanțina – Căinarii Vechi – G33                        |
| G36    | G35 – Pîrlița – Vădeni – Florești – R13                                |
| G37    | R14 – Slobozia-Cremene – Vărăncău – Temeleuți – G38                    |
| G38    | R14 – Soloneț – Unchitești – G39                                       |
| G39    | R14 – Unchitești – Țipordei – R19                                      |
| G40    | R19 – Japca – Șestaci – Șoldănești – G41                               |
| G41    | R9 – Șoldănești – Alcedar – Boșernița – Rezina – R20                   |
| G42    | Rezina – Saharna – Saharna Nouă                                        |
| G43    | R20 – Horodiște – Lalova – Izvoare – Chiperceni – R20                  |
| G44    | G68 – Susleni – Lopatna – Izvoare – G43                                |
| G45    | R6 – Zorile – Crihana – Sirota – R20                                   |
| G46    | R9 – Dobrușa – Ignăței – Scorțeni – Codrul Nou – R14                   |
| G47    | R9 – Olișcani – Peciște – Ignăței – G46                                |
| G48    | R9 – Sîrcova – Sămășcani – G47                                         |
| G49    | G47 – Peciște – Trifești – R20                                         |
| G50    | Florești – Nicolaevca – Sîngerei                                       |
| G51    | R13 – Lunga – Valea Norocului – G50                                    |
| G52    | G50 – Cașunca – Prodănești – R14                                       |
| G53    | R15 – Glodeni – Egorovca – R16                                         |
| G54    | M5 – Răuțel – Pompa – Glinjeni – Catranîc – R16                        |
| G55    | G50 – Drăgănești – Cotiujenii Mici – Copăceni – R6                     |
| G56    | R6 – Prepelița – Bălășești                                             |
| G57    | Glodeni – Dușmani – Moara Domnească                                    |
| G58    | R7 – Păscăuți – Călinești – Fălești – R16                              |
| G59    | G57 – Dușmani – Cajba – Balatina – G58                                 |
| G60    | G58 – Călinești – Pruteni – Lucăceni – R16                             |
| G61    | G58 – Albinețul Vechi – Cuzmenii Vechi – G60                           |
| G62    | R16 – Izvoare – Stolniceni – Sculeni – R16                             |
| G63    | R17 – Fălești – Bocani – Coșcodeni – M5                                |
| G64    | R6 – Bănești – Telenești – Budăi – M5                                  |
| G65    | G64 – Telenești – Mîndrești – Ghiliceni – M5                           |
| G66    | R6 – Clișova – Sărătenii Noi – R22                                     |
| G67    | G66 – Văsieni – Bahu – R21                                             |
| G68    | R20 – Orhei – Susleni – Ustia – Criuleni                               |
| G68.1  | G68 – Ustia – zona de odihnă din Holercani                             |
| G68.2  | Ustia – acces spre hidrocentrală                                       |
| G69    | G68 – Ustia – Mаșcăuți – G72                                           |
| G70    | Strășeni – Scoreni – Dănceni – R3                                      |
| G71    | R3 – Ialoveni – Băcioi – Sîngera – R2                                  |
| G72    | R6 – Brănești – Criuleni                                               |
| G73    | G72 – Complexul istorico-cultural „Orheiul Vechi” - G69                |
| G74    | R6 – Peresecina – Donici                                               |
| G75    | R6 – Peresecina – Hîrtopul Mare – Cruglic – G72                        |
| G76    | Rîbnița – Crasnoe – Plopi – frontiera cu Ucraina                       |
| G77    | Camenca – Cuzmin – Hrușca – frontiera cu Ucraina                       |
| G78    | Rîbnița – Vărăncău – Cobasna – frontiera cu Ucraina                    |
| G79    | M4 – Coicova – Dubău – frontiera cu Ucraina                            |
| G80    | M4 – Grigoriopol – Mocearovca – Pobeda                                 |
| G81    | R6 – Romănești – Greblești – Recea                                     |
| G82    | Strășeni – Recea – Voinova                                             |
| G82.1  | Strășeni – M5                                                          |
| G82.2  | M5 - Sireți - Roșcani - R1                                             |
| G83    | R21 – Hîrjauca – Sanatoriul „Codru” – Leordoaia                        |
| G84    | R21 – Nișcani – R1                                                     |
| G85    | G83 – Hîrbovăț – Onișcani – M5                                         |
| G86    | G88 – Dereneu – G85                                                    |
| G87    | R17 – Țîghira – Hristoforovca – R1                                     |
| G88    | Cornești – Boghenii Noi – Năpădeni – M5                                |
| G89    | R1 – Pîrlița – Nisporeni – G91                                         |
| G90    | G89 – Alexeevca – Florițoaia Veche – Ungheni – G91                     |
| G91    | Ungheni – Bărboieni – Nemțeni – M1                                     |
| G92    | G91 – Marinici – Șișcani – M1                                          |
| G93    | M1 – Bolțun – Pașcani – Lăpușna – R33                                  |
| G94    | G91 – Valea Mare – Boldurești – Valea-Trestieni – G89                  |
| G94.1  | G94 – Boldurești – G89                                                 |
| G95    | R1 – Călărași – Pîrjolteni – Căbăiești                                 |
| G95.1  | G95 – Peticeni – Vălcineț                                              |
| G96    | G95 – Sadova – Vorniceni – R25                                         |
| G97    | R1 – Pănășești – Căpriana – M1                                         |
| G98    | R25 – Lozova – Stolniceni – Hîncești                                   |
| G99    | M1 – Leușeni – R34.4                                                   |
| G100   | R33 – Sofia – Cărpineni – Mingir – R34                                 |
| G101   | G100 – Covurlui – Vozneseni                                            |
| G102   | R34 – Cneazevca – Sărățica Veche – Troian – R34                        |
| G103   | M1 – Văsieni – R3                                                      |
| G104   | Ialoveni – Costești – Molești – Răzeni – M3                            |
| G104.1 | R3 – Buțeni – Molești – G104                                           |
| G105   | R3 – Costești – Țipala – G106                                          |
| G106   | M5 – Bălțata – Maximovca – Mereni – Chetrosu – Gangura – G110          |
| G106.1 | G106 – G112                                                            |
| G107   | Delacău – Cimișeni – Mereni – G106                                     |
| G108   | M5 – Florești – Anenii Noi                                             |
| G109   | Delacău – Bulboaca – R2                                                |
| G110   | Gîsca – Zolotievca – Pervomaisc – Gangura – Răzeni – M3                |
| G111   | G110 – Fîrlădenii Noi – Ursoaia – R26                                  |
| G112   | R2 – Țînțăreni – Geamăna – Constantinovca – G110                       |
| G113   | Bender – Copanca – Plop-Știubei – Căușeni                              |
| G114   | G113 – Talmaza – Olănești – R31                                        |
| G115   | R30 – Răscăieți – Hlinaia – R27                                        |
| G116   | R30 – Alava – Volintiri – frontiera cu Ucraina                         |
| G116.1 | R30 – Ștefan Vodă – Alava – Săiți – G117                               |
| G116.2 | G116 – Ștefănești – Ștefan Vodă – G116.1                               |
| G117   | Căușeni – frontiera cu Ucraina                                         |
| G118   | G110 – Căinari – Sălcuța – R26                                         |
| G119   | G118 – Coșcalia – Florica – Baccealia – R30                            |
| G120   | R26 – Ucrainca                                                         |
| G121   | G122 – Zloți – Chircăieștii Noi – Taraclia – R26                       |
| G122   | M3 – Sagaidacul Nou – Satul Nou – Mihailovca – R26                     |
| G122.1 | G122 – Sagaidac – Valea Perjei                                         |
| G123   | R3 – Gura Galbenei – Lipoveni – Porumbrei                              |
| G124   | R26 – Ivanovca – Carabetovca – R3                                      |
| G125   | Cimișlia – Iargara – Sărata Nouă                                       |
| G126   | G125 – Cenac – Bugeac – R28                                            |
| G127   | R3 – Valea Perjei – Maximeni – Javgur – G125                           |
| G128   | G125 – Iargara – Borogani – Congazcicul de Jos – R35                   |
| G129   | R29 – Ferapontievca – Chiriet-Lunga                                    |
| G130   | G125 – Iargara – Tigheci – R35                                         |
| G131   | R35 – Bobocica – G132                                                  |
| G132   | R35 – Baimaclia – Taraclia de Salcie – R32                             |
| G133   | G132 – Tartaul – Gotești – R34                                         |
| G134   | R34 – Doina – Coștangalia – G132                                       |
| G135   | Ceadîr-Lunga – Congaz – Dimitrovca – G131                              |
| G136   | G135 – Cîietu – Chioselia Rusă – M3                                    |
| G137   | Roșița – Albota de Sus – Hagichioi                                     |
| G138   | Huluboaia – Bucuria – R32                                              |
| G139   | R32 – Moscovei – Musaitu – M3                                          |
| G140   | R32 – Taraclia – Copceac – Cairaclia – frontiera cu Ucraina            |
| G141   | Vulcănești – Colibași – R34                                            |
| G142   | M3 – Vulcănești – Etulia                                               |

## Drumuri locale
| Număr  | Denumire                                                               |
| ------ | ---------------------------------------------------------------------- |
| L1     | R11.1 – drumul de acces spre s. Lipnic                                 |
| L2     | Drumul de acces spre or. Ocnița                                        |
| L3     | R11 – drumul de acces spre or. Ocnița                                  |
| L4     | Vălcineț – G8                                                          |
| L5     | R8 – drumul de acces spre s. Berezovca                                 |
| L6     | Ocnița – Naslavcea – Lencăuți                                          |
| L7     | R11 – drumul de acces spre Muzeul „C. Stamati”                         |
| L8     | R11 – drumul de acces spre s. Maiovca                                  |
| L9     | Drumul de acces spre or. Frunză                                        |
| L10    | Drumul de acces spre s. Mihălășeni                                     |
| L10.1  | Drum de acces spre Colegiul agroindustrial „Gheorghe Răducan”          |
| L11    | Grinăuți-Raia – stația Rediul Mare                                     |
| L12    | G9 – drumul de acces spre s. Rujnița                                   |
| L13    | R11 – Clocușna – frontiera cu Ucraina                                  |
| L13.1  | Clocușna – frontiera cu Ucraina                                        |
| L14    | R8.1 – Unguri                                                          |
| L15    | G5 – frontiera cu Ucraina                                              |
| L16    | M5 – drumul de acces spre or. Briceni                                  |
| L17    | R11 – Bulboaca – frontiera cu Ucraina                                  |
| L17.1  | Drumul de acces spre s. Trebisăuți                                     |
| L18    | Halahora de Sus – Tîrnova – G4                                         |
| L18.1  | Drumul de acces spre s. Chirilovca                                     |
| L19    | Drumul de acces spre s. Mărcăuții Noi                                  |
| L20    | M5 – Mihăileni – Bălcăuți                                              |
| L21    | M5 – Colicăuți – Trebisăuți                                            |
| L22    | Bălcăuți – Colicăuți                                                   |
| L23    | M5 – Tabani – Trinca                                                   |
| L24    | M5 – Trestieni – Caracușenii Vechi                                     |
| L25    | M5 – Berlinți – Cotiujeni                                              |
| L26    | Beleavinți – Balasinești – Pererita                                    |
| L27    | Lipcani – Larga                                                        |
| L28    | Larga – stația Vartikauți – frontiera cu Ucraina                       |
| L29    | Drumul de acces spre s. Larga                                          |
| L30    | Larga – Medveja – frontiera cu Ucraina                                 |
| L31    | Drumul de acces spre s. Hlina                                          |
| L32    | Drumul de acces spre s. Pavlovca                                       |
| L33    | Slobozia-Medveja – Medveja                                             |
| L34    | Medveja – frontiera cu Ucraina                                         |
| L35    | Lipcani – stația Lipcani                                               |
| L36    | Lipcani – frontiera cu Ucraina                                         |
| L37    | Drumul de acces spre s. Corjeuți                                       |
| L38    | G3 – Bogdănești – Grimești                                             |
| L39    | Drumul de acces spre s. Vancicăuți                                     |
| L40    | Drumul de acces spre s. Rîngaci                                        |
| L41    | Hincăuți – Bîrlădeni                                                   |
| L41.1  | Drumul de acces spre s. Poiana                                         |
| L41.2  | Drumul de acces spre s. Clișcăuți                                      |
| L42    | Drumul de acces spre s. Hlinaia Mică                                   |
| L43    | Drumul de acces spre s. Rotunda                                        |
| L44    | Drumul de acces spre s. Hlinaia                                        |
| L45    | M5 – drumul de acces spre aeroportul Edineț                            |
| L45.1  | Drumul de acces spre s. Gordineștii Noi                                |
| L46    | Tîrnova – G15                                                          |
| L47    | Corjeuți – Fetești                                                     |
| L47.1  | Drumul de acces spre s. Trinca                                         |
| L48    | G15 – Burlănești – Viișoara                                            |
| L49    | G3 – Burlănești                                                        |
| L49.1  | Drumul de acces spre s. Buzdugeni                                      |
| L50    | G21 – Zăbriceni – Volodeni – Gordinești                                |
| L51    | Drumul de acces spre s. Alexăndreni                                    |
| L52    | Brînzeni – Cuconeștii Noi                                              |
| L52.1  | Drumul de acces spre s. Corpaci                                        |
| L53    | Drumul de acces spre s. Bădragii Vechi                                 |
| L54    | Drumul de acces spre s. Cuconeștii Noi                                 |
| L55    | Drumul de ocolire a s. Terebna                                         |
| L56    | Brătușeni – Zăbriceni                                                  |
| L56.1  | Drumul de acces spre s. Stolniceni                                     |
| L57    | Cupcini – Parcova                                                      |
| L58    | M5 – drumul de acces spre stația Cupcini                               |
| L59    | M5 – Chetroșica Nouă – Gașpar – R8                                     |
| L60    | M5 – drumul de acces spre s. Brătușenii Noi                            |
| L61    | Drumul de acces spre s. Caraiman                                       |
| L62    | Drumul de acces spre s. Elenovca                                       |
| L63    | Dondușeni – Scăieni – Tîrnova                                          |
| L64    | Dondușeni – Țaul – Tîrnova- L63                                        |
| L65    | R12 – drumul de acces spre or. Dondușeni                               |
| L66    | G11 – drumul de acces spre or. Dondușeni                               |
| L67    | R8 – drumul de acces spre s. Pivniceni                                 |
| L68    | R8 – drumul de acces spre s. Cernoleuca                                |
| L68.1  | G10 – drum de acces spre s. Climăuți                                   |
| L69    | Drumul de acces spre s. Elizavetovca                                   |
| L70    | Drumul de acces spre s. Boroseni                                       |
| L71    | Drumul de acces spre s. Octeabriscoe                                   |
| L72    | Horodiște – Sudarca                                                    |
| L73    | R14 – Crișcăuți                                                        |
| L74    | R8.1 – drumul de acces spre s. Arionești                               |
| L75    | R14 – drumul de acces spre s. Arionești                                |
| L76    | R14 – drumul de acces spre s. Rudi                                     |
| L77    | R14 – drumul de acces spre s. Tolocănești                              |
| L78    | Niorcani – Teleșeuca                                                   |
| L79    | R14 – drumul de acces spre s. Tătărăuca Nouă                           |
| L80    | R14 – Iarova – Balinți                                                 |
| L81    | R14 – Tătărăuca Veche – L80                                            |
| L82    | R14 – drumul de acces spre s. Slobozia Nouă                            |
| L83    | R14 – Oclanda – Cremenciug – R14                                       |
| L84    | R14 – drumul de acces spre s. Valea                                    |
| L85    | R14 – drumul de acces spre s. Livezi                                   |
| L86    | Dărcăuți – Cotova                                                      |
| L86.1  | Drumul de acces spre s. Dărcăuții Noi                                  |
| L86.2  | Drumul de acces spre s. Mălcăuți                                       |
| L87    | G12 – drumul de acces spre s. Bădiceni                                 |
| L88    | Drumul de acces spre casa de copii din s. Bădiceni                     |
| L89    | Soroca – Holoșnița – Grigorăuca                                        |
| L90    | R14 – drumul de acces spre s. Șeptelici                                |
| L91    | R14 – drumul de acces spre s. Cureșnița Nouă                           |
| L92    | R14 – drumul de acces spre s. Rublenița Nouă                           |
| L93    | R14.1 – drumul de acces spre s. Cosăuți                                |
| L94    | R14.1 – Soroca - Egoreni                                               |
| L95    | Drumul de acces spre s. Hristici                                       |
| L96    | Drumul de acces spre s. Țepilova                                       |
| L97    | R14 – drumul de acces spre s. Ocolina                                  |
| L98    | Drumul de acces spre s. Vanțina                                        |
| L99    | G35 – Regina Maria – Bulboci                                           |
| L100.1 | Drumul de acces spre s. Bulbocii Noi                                   |
| L101   | R14 – Redi-Cereșnovăț – Voloave – R14                                  |
| L101.1 | Drumul de acces spre s. Parcani                                        |
| L102   | R14 – drumul de acces spre s. Racovăț                                  |
| L103   | Volovița – Vasilcău                                                    |
| L103.1 | Ruslanovca – Inundeni – Trifăuți - G14                                 |
| L103.2 | L103.1 - L103                                                          |
| L104   | R14 – drumul de acces spre s. Dubna                                    |
| L105   | Drumul de acces spre s. Slobozia-Cremene                               |
| L106   | G37 – Nimereuca – Cerlina                                              |
| L107   | G33 – drumul de acces spre s. Floriceni                                |
| L108   | Drumul de acces spre monumentul „Badea Mior”                           |
| L109   | R14 – drumul de acces spre or. Soroca                                  |
| L110   | R12 – Maramonovca – Ceapaevca                                          |
| L111   | Drumul de acces spre s. Iliciovca                                      |
| L112   | R7 – Palanca – Cotova                                                  |
| L113   | Drumul de acces spre s. Măcăreuca                                      |
| L114   | Popeștii de Sus – Schineni                                             |
| L115   | Drumul de acces spre s. Popeștii de Jos                                |
| L116   | R12 – drumul de acces spre s. Drochia                                  |
| L117   | Drumul de ocolire a or. Drochia                                        |
| L118   | Drumul de acces spre or. Drochia                                       |
| L119   | Chetrosu – Șuri – Drochia                                              |
| L120   | Drumul de acces spre s. Antoneuca                                      |
| L121   | Mihăileni – Nicoreni                                                   |
| L121.1 | Drumul de acces spre s. Ochiul Alb                                     |
| L122   | R12 – drumul de acces spre s. Miciurin                                 |
| L123   | G27 – Baroncea – Baroncea Nouă                                         |
| L124   | G27 – drumul de acces spre s. Gribova                                  |
| L125   | G27 – drumul de acces spre s. Popeștii Noi                             |
| L126   | G27 – drumul de acces spre s. Dominteni                                |
| L127   | G27 – drumul de acces spre s. Petreni                                  |
| L128   | G27 – drumul de acces spre s. Hăsnășenii Mari                          |
| L129   | R12 – drumul de acces spre s. Sofia                                    |
| L130   | Drumul de acces spre s. Lazo                                           |
| L131   | Hăsnășenii Noi – Pelinia                                               |
| L132   | R12 – drumul de acces spre s. Baroncea Nouă                            |
| L133   | R7 – drumul de acces spre mănăstirea Nicoreni                          |
| L134   | M5 – drumul de acces spre s. Ciubara                                   |
| L135   | Pîrjota – Borosenii Noi – Mihăilenii Noi                               |
| L135.1 | Drumul de acces spre s Borosenii Noi                                   |
| L135.2 | Drumul de acces spre s. Știubeieni                                     |
| L136   | M5 – drumul de acces spre s. Rămăzan                                   |
| L137   | R7 – drumul de acces spre s. Balanul Nou                               |
| L138   | Drumul de acces spre s. Zăicani                                        |
| L139   | Drumul de acces spre s. Pociumbăuți                                    |
| L140   | Drumul de acces spre s. Horodiște                                      |
| L141   | Drumul de acces spre s. Druța                                          |
| L142   | Drumul de acces spre s. Dumeni                                         |
| L143   | Duruitoarea – Duruitoarea Nouă                                         |
| L144   | Costești – Petrușeni                                                   |
| L144.1 | Drumul de acces spre s. Dămășcani                                      |
| L145   | R7 – drumul de acces spre s. Păscăuți                                  |
| L146   | G58 – drumul de acces spre s. Braniște                                 |
| L147   | R7 – Șaptebani – Gălășeni – R7                                         |
| L148   | Drumul de acces spre s. Gălășeni                                       |
| L149   | R7 – drumul de acces spre s. Hiliuți                                   |
| L150   | G26 – drumul de acces spre s. Malinovscoe                              |
| L151   | Rîșcani – G26                                                          |
| L151.1 | Drumul de acces spre or. Rîșcani                                       |
| L152   | R7 – drumul de acces spre or. Rîșcani                                  |
| L153   | G18 – drumul de acces spre or. Rîșcani                                 |
| L154   | R7 – Rîșcani                                                           |
| L155   | Rîșcani – Răcăria                                                      |
| L156   | M5 – Răcăria – Ușurei                                                  |
| L157   | M5 – Șumna – Cepăria                                                   |
| L157.1 | Drumul de acces spre s. Bulhac                                         |
| L158   | M5 – drumul de acces spre s. Aluniș                                    |
| L159   | M5 – drumul de acces spre s. Sverdiac                                  |
| L160   | M5 – drumul de acces spre s. Slobozia-Recea                            |
| L161   | R12 – Grinăuți – Ciobanovca                                            |
| L162   | M5 – Corlăteni – Singureni                                             |
| L163   | Trifănești – Alexandrovca – Izvoare                                    |
| L164   | Ivanovca – Gura Căinarului – Putinești                                 |
| L165   | R13 – Zarojeni – Gura Căinarului                                       |
| L166   | R13 – drumul de acces spre s. Lunga                                    |
| L167   | Drumul de acces spre s. Mărculești                                     |
| L168   | Drumul de acces spre s. Băhrinești                                     |
| L169   | Drumul de acces spre s. Mihailovca                                     |
| L170   | Drumul de acces spre s. Antonovca                                      |
| L171   | Drumul de acces spre s. Frunzești                                      |
| L172   | Drumul de acces spre s. Mărinești                                      |
| L172.1 | G52 – drum de acces spre s. Prodăneștii Vechi                          |
| L173   | R14 – drumul de acces spre s. Domulgeni                                |
| L174   | Ghindești – Cenușa – G50                                               |
| L174.1 | Drumul de acces spre s. Țîra                                           |
| L174.2 | R13 – Bobulești                                                        |
| L174.3 | G50 – Stîrceni                                                         |
| L175   | Drumul de acces spre s. Roșietici                                      |
| L176   | Drum de acces spre or. Florești Nord                                   |
| L176.1 | Drum de acces spre IMSP Spitalul raional Florești                      |
| L176.2 | Drum de acces spre or. Florești Vest                                   |
| L177   | Drumul de acces spre s. Rădulenii Vechi                                |
| L178   | Drumul de acces spre s. Rădulenii Noi                                  |
| L179   | Alexeevca – Dumitreni                                                  |
| L179.1 | Drum de acces spre s. Chirilovca                                       |
| L180   | Hîrtop – Cernița                                                       |
| L180.1 | Drumul de acces spre s. Coșernița                                      |
| L181   | Drumul de acces spre s. Hîrtop                                         |
| L182   | G38 – stația de cale ferată Unchitești                                 |
| L182.1 | G38 – drum de acces spre s. Octeabriscoe                               |
| L182.2 | L182 – drum de acces spre Văscăuți                                     |
| L183   | Drumul de acces spre s. Vertiujeni                                     |
| L184   | Drumul de acces spre s. Tîrgul Vertiujeni                              |
| L185   | Drumul de acces spre s. Zăluceni                                       |
| L186   | R19 – drumul de acces spre s. Napadova                                 |
| L187   | R19 – drumul de acces spre s. Bursuc                                   |
| L188   | G50 – drumul de acces spre s. Ion Vodă                                 |
| L189   | G50 – drumul de acces spre s. Valea Rădoaiei                           |
| L190   | R9 – drumul de acces spre s. Rogojeni                                  |
| L191   | R9 – drumul de acces spre s. Pohoarna                                  |
| L192   | R19 – drumul de acces spre s. Cușelăuca                                |
| L193   | Șoldănești – Cobîlea – R19                                             |
| L194   | Dobrușa – Zahorna                                                      |
| L195   | Drumul de acces spre s. Chipeșca                                       |
| L196   | Răspopeni – Găuzeni                                                    |
| L197   | Sămășcani – Răspopeni                                                  |
| L198   | Drumul de acces spre s. Cușmirca                                       |
| L199   | Drumul de acces spre s. Lelina                                         |
| L200   | G40 – Vadul-Rașcov – Climăuții de Jos – Cot                            |
| L200.1 | Drumul de acces spre s. Socola                                         |
| L201   | Drumul de acces spre s. Poiana                                         |
| L202   | Drumul de acces spre s. Odaia                                          |
| L203   | Drumul de acces spre s. Șipca                                          |
| L204   | R9 – drumul de acces spre or. Șoldănești                               |
| L205   | G41 – Mateuți – Boșernița                                              |
| L206.1 | Drumul de acces spre s. Parcani                                        |
| L206   | Șoldănești – Păpăuți – Țareuca                                         |
| L206.2 | Drumul de acces spre s. Păpăuți                                        |
| L206.3 | Drumul de acces spre s. Lipceni                                        |
| L207   | Drumul de acces spre s. Tarasova                                       |
| L208   | Drumul de ocolire a or. Rezina                                         |
| L209   | Țareuca – Țahnăuți                                                     |
| L210   | R20 – Cinișeuți – Echimăuți                                            |
| L211   | R20 – Cinișeuți – Buciușca                                             |
| L211.1 | Drumul de acces spre s. Gordinești                                     |
| L212   | Drumul de acces spre s. Pereni                                         |
| L213   | Drumul de acces spre s. Gordinești                                     |
| L214   | R20 – drumul de acces spre s. Cogîlniceni                              |
| L215   | R20 – drumul de acces spre s. Cuizăuca                                 |
| L216   | R20 – drumul de acces spre s. Otac                                     |
| L217   | R20 – Bușăuca – Ghiduleni                                              |
| L217.1 | Drumul de acces spre s. Roșcanii de Sus                                |
| L218   | G43 – Mincenii de Jos – Mincenii de Sus                                |
| L219   | Drumul de acces spre s. Slobozia-Horodiște                             |
| L220   | Drumul de acces spre s. Horodiște                                      |
| L221   | Drumul de acces spre s. Țipova                                         |
| L222   | G43 – drumul de acces spre s. Nistreni                                 |
| L223   | Cobani – Camenca – G24                                                 |
| L224   | Danu – Nicolaevca                                                      |
| L225   | R15 – Danu – Camencuța                                                 |
| L225.1 | R15 – drumul de acces spre stația de calea ferată din or. Glodeni      |
| L225.2 | R15 – drumul de acces spre s. Soroca                                   |
| L225.3 | R15 – drumul de acces spre s. Iabloana                                 |
| L225.4 | Fundurii Vechi – Sturzovca                                             |
| L226   | R15 – Fundurii Noi – Limbenii Vechi – Ustia                            |
| L227   | Drumul de acces spre s. Limbenii Noi                                   |
| L228   | Drumul de acces spre s. Petrunea                                       |
| L229   | G57 – Ciuciulea – Dușmani – Limbenii Vechi                             |
| L230   | Hîjdieni – Cajba                                                       |
| L231   | Balatina – Lipovăț                                                     |
| L232   | Drumul de acces spre s. Tomeștii Vechi                                 |
| L233   | Cuhnești – Bisericani                                                  |
| L234   | Drumul de acces spre s. Viișoara                                       |
| L235   | M5 – drumul de acces spre mun. Bălți                                   |
| L236   | R6 – drumul de acces spre mun. Bălți                                   |
| L237   | R16 – drumul de acces spre mun. Bălți                                  |
| L238   | R13 – drumul de acces spre s. Elizaveta                                |
| L239   | M5 – drumul de acces spre s. Pîrlița                                   |
| L240   | L239 – drumul de acces spre stația Răuțel                              |
| L241   | Bălți – Comarovca                                                      |
| L241.1 | Drumul de acces spre s. Natalievca                                     |
| L241.2 | Drumul de acces spre s. Țapoc                                          |
| L242   | Ciuluc – Hiliuți – Răuțelul Nou                                        |
| L243   | R16 – drumul de acces spre s. Mărăndeni                                |
| L244   | Drumul de acces spre s. Ivanovca                                       |
| L245   | Drumul de acces spre s. Pervomaisc                                     |
| L246   | Ilenuța – Pînzărenii Noi                                               |
| L247   | Fălești – Pînzărenii Noi – Năvîrneț                                    |
| L248   | Stația Fălești – Pietrosul Nou                                         |
| L249   | Catranîc – Ișcălău – G63                                               |
| L249.1 | Drumul de acces spre stația Catranîc                                   |
| L250   | Drumul de acces spre s. Doltu                                          |
| L251   | Drumul de acces spre s. Hitrești                                       |
| L252   | Albinețul Vechi – Albinețul Nou                                        |
| L253   | Călugăr – Musteața – G61                                               |
| L253.1 | Drumul de acces spre s. Rediul de Sus                                  |
| L254   | Călinești – r. Prut                                                    |
| L255   | R17 – stația Fălești – Călugăr                                         |
| L256   | R17 – drumul de acces spre s. Sărata Veche                             |
| L257   | Frumușica – Scumpia – stația Scumpia                                   |
| L257.1 | Drumul de acces spre s. Hîrtop                                         |
| L258   | Sărata Nouă – Ciolacu Nou – Pocrovca                                   |
| L259   | R17 – drumul de acces spre s. Șoltoaia                                 |
| L260   | Drumul de acces spre s. Valea Rusului                                  |
| L261   | G60 – Taxobeni                                                         |
| L262   | Taxobeni – r. Prut                                                     |
| L263   | R16 – drumul de acces spre s. Risipeni                                 |
| L264   | R16 – drumul de acces spre s. Hrubna Nouă                              |
| L265   | Drumul de acces spre s. Cotovca                                        |
| L265.1 | Drumul de acces spre s. Dobrogea Nouă                                  |
| L266   | R13 – drumul de acces spre s. Mărășești                                |
| L267   | G29 – Alexăndreni – Țiplești                                           |
| L267.1 | Drumul de acces spre s. Heciul Vechi                                   |
| L267.2 | Drumul de acces spre s. Alexăndreni                                    |
| L267.3 | Drumul de acces spre s. Grigorești                                     |
| L268   | Sloveanca – Romanovca                                                  |
| L268.1 | Drumul de acces spre s. Răzălăi                                        |
| L269   | R6 – drumul de acces spre s. Șestaci                                   |
| L270   | Drumul de acces spre s. Gura-Oituz                                     |
| L271   | Drumul de acces spre s. Evghenievca                                    |
| L271.1 | Drumul de acces spre s. Antonovca                                      |
| L272   | Drumul de acces spre s. Gavrilovca                                     |
| L273   | Sacarovca – Chirileni                                                  |
| L274   | Sîngerei – Sîngereii Noi                                               |
| L275   | Drumul de acces spre s. Heciul Nou                                     |
| L276   | G29 – Rădoaia – G30                                                    |
| L277   | R6 – Țambula – Pălăria                                                 |
| L278   | R6 – drumul de acces spre s. Bilicenii Noi                             |
| L279   | M5 – Chișcăreni                                                        |
| L279.1 | Drumul de acces spre s. Slobozia-Chișcăreni                            |
| L280   | Chișcăreni – Tăura Veche – Tăura Nouă                                  |
| L281   | Chișcăreni – Ciuciuieni – Dumbrăvița                                   |
| L282   | R6 – Vrănești – Iezărenii Vechi                                        |
| L282.1 | Drumul de acces spre s. Iezărenii Noi                                  |
| L283   | Bilicenii Vechi – Octeabriscoe                                         |
| L284   | R6 – drumul de acces spre s. Lipovanca                                 |
| L285   | Grigorăuca – Petropavlovca                                             |
| L286   | R6 – drumul de acces spre s. Mihailovca                                |
| L287   | Drumul de acces spre s. Bobletici                                      |
| L288   | Drumul de acces spre s. Ciofu                                          |
| L289   | Drumul de acces spre s. Zgărdești                                      |
| L290   | Drumul de acces spre Cucioaia                                          |
| L291   | Drumul de acces spre s. Ghiliceni                                      |
| L292   | M5 – drumul de acces spre s. Cucioaia Nouă                             |
| L293   | Ordășei – Pistruieni – Hîrtop                                          |
| L293.1 | Drumul de acces spre s. Pistruienii Noi                                |
| L294   | R14 – drumul de acces spre s. Brînzenii Vechi                          |
| L295   | Vadul-Leca Nou – Căzănești – Tîrșiței                                  |
| L295.1 | Drumul de acces spre s. Căzănești                                      |
| L295.2 | Drumul de acces spre s. Flutura                                        |
| L296   | R14 – Dobrușa – Chersac – Scorțeni                                     |
| L297   | R14 – drumul de acces spre s. Nucăreni                                 |
| L298   | Ratuș – Chițcanii Noi – Negureni                                       |
| L299   | R6 – drumul de acces spre s. Sărătenii Vechi                           |
| L300   | R6 – drumul de acces spre s. Băneștii Noi                              |
| L301   | R22 – drumul de acces spre s. Inești                                   |
| L302   | Mîndrești – Hirișeni – G64                                             |
| L303   | Drumul de acces spre s. Mihălașa                                       |
| L304   | Drumul de acces spre s. Verejeni                                       |
| L305   | Drumul de acces spre s. Sărătenii Noi                                  |
| L306   | Drumul de acces spre s. Leușeni                                        |
| L307   | Drumul de acces spre s. Văsieni                                        |
| L308   | Drumul de acces spre s. Ghermănești                                    |
| L309   | Budăi – Crăsnășeni – Bahu                                              |
| L310   | Butuceni – Morovaia – G69                                              |
| L311   | R20 – Podgoreni – Zahoreni                                             |
| L312   | Chiperceni – Voroteț – Andreevca                                       |
| L313   | Drumul de acces spre s. Bolohan                                        |
| L314   | Drumul de acces spre s. Vîșcăuți                                       |
| L315   | G68 – Piatra – Jeloboc                                                 |
| L316   | R6 – Pohorniceni – G68                                                 |
| L317   | G44 – Bulăiești – Mîrzești                                             |
| L318   | Brănești – Furceni                                                     |
| L319   | G73 – drumul de acces spre s. Trebujeni                                |
| L320   | R6 – drumul de acces spre s. Miclești                                  |
| L321   | Drumul de acces spre s. Sămănanca                                      |
| L322   | Drumul de acces spre s. Pocșești                                       |
| L322.1 | Camencea – Teleșeu                                                     |
| L323   | Drumul de acces spre s. Teleșeu                                        |
| L324   | R21 – drumul de acces spre s. Seliște                                  |
| L324.1 | Drum de acces spre s. Seliște (Burcuta)                                |
| L325   | R21 – drumul de acces spre Mănăstirea Curchi                           |
| L326   | R21 – drumul de acces spre s. Puțintei                                 |
| L327   | R21 – Isacova – Neculăieuca – R21                                      |
| L328   | R6 – drumul de acces spre s. Pelivan                                   |
| L329   | R20 – drum de acces spre s. Budăi                                      |
| L330   | R6 – Mălăiești – Morozeni                                              |
| L331   | R6 – drumul de acces spre s. Brăviceni                                 |
| L332   | R6 – drumul de acces spre s. Mitoc                                     |
| L333   | Drumul de acces spre s. Ocnița-Răzeși                                  |
| L334   | Drumul de acces spre s. Inculeț                                        |
| L334.1 | Drumul de acces spre s. Ocnița-Țărani                                  |
| L335   | G68 – Berezlogi – Hîjdieni                                             |
| L336   | M5 – Lupa-Recea – Vatici                                               |
| L336.1 | Drumul de acces spre s. Tabăra                                         |
| L337   | G85 – drumul de acces spre s. Hoginești                                |
| L337.1 | Hoginești – M5                                                         |
| L338   | Drumul de acces spre s. Hirova                                         |
| L339   | R21 – drumul de acces spre s. Săseni                                   |
| L340   | M5 – drumul de acces spre s. Meleșeni                                  |
| L341   | M5 – drumul de acces spre s. Țibirica                                  |
| L342   | Dereneu – Bularda                                                      |
| L343   | Drumul de acces spre s. Răciula                                        |
| L344   | R21 – drumul de acces spre s. Parcani                                  |
| L345   | R21 – drumul de acces spre s. Frumoasa                                 |
| L346   | Drumul de acces spre s. Păulești                                       |
| L347   | Drumul de acces spre s. Nișcani                                        |
| L348   | R1 – Pitușca – Vărzăreștii Noi                                         |
| L348.1 | Drumul de acces spre s. Pitușca                                        |
| L349   | R1 – drumul de acces spre s. Oricova                                   |
| L350   | R1 – drumul de acces spre s. Tochila                                   |
| L351   | R1 – drumul de acces spre s. Sipoteni                                  |
| L352   | G95.1 – drumul de acces spre s. Temeleuți                              |
| L352.1 | G95.1 – drumul de acces spre s. Novaci                                 |
| L353   | Drumul de acces spre s. Tuzara                                         |
| L354   | G95 – Pîrjolteni – R25                                                 |
| L354.1 | Drumul de acces spre s. Horodiște                                      |
| L355   | Drumul de acces spre s. Bulhac                                         |
| L356   | Drumul de acces spre s. Costuleni                                      |
| L357   | Drumul de acces spre s. Buzduganii de Sus                              |
| L358   | Boghenii Noi – Măgurele                                                |
| L358.1 | Drumul de acces spre s. Izvoreni                                       |
| L359   | Drumul de acces spre s. Poiana                                         |
| L360   | Drumul de acces spre s. Boghenii Vechi                                 |
| L361   | Drumul de acces spre s. Sinești                                        |
| L362   | Drujba – Hîrcești – Curtoaia                                           |
| L362.1 | Drumul de acces spre s. Mînzătești                                     |
| L363   | G88 – Condrătești – Curtoaia                                           |
| L364   | Drumul de acces spre s. Năpădeni                                       |
| L365   | Drumul de acces spre s. Cornova                                        |
| L366   | R1 – Romanovca – Teșcureni                                             |
| L367   | Drumul de acces spre s. Zăzulenii Vechi                                |
| L368   | Pîrlița – Agronomovca – Negurenii Vechi                                |
| L369   | Sculeni – Buciumeni – Cioropcani                                       |
| L369.1 | Drumul de acces spre s. Floreni                                        |
| L370   | R16 – drumul de acces spre s. Medeleni                                 |
| L371   | R1 – drumul de acces spre s. Teșcureni                                 |
| L372   | R16 – drumul de acces spre s. Petrești                                 |
| L373   | R17 – drumul de acces spre s. Chirileni                                |
| L374   | R17 – drumul de acces spre s. Bușila                                   |
| L375   | Petrești – R17                                                         |
| L376   | R17 – Grăseni – Todirești                                              |
| L377   | R16 – drumul de acces spre stația Berești                              |
| L377.1 | R16 – drum de acces spre s. Zagarancea                                 |
| L378   | R1 – drumul de acces spre s. Cornești                                  |
| L378.1 | G94 – drum de acces spre s. Morenii Vechi                              |
| L379   | R1 – drumul de acces spre s. Bumbăta                                   |
| L380   | Drumul de ocolire a s. Alexeevca                                       |
| L381   | Rădenii Vechi – Bahmut                                                 |
| L382   | Drumul de acces spre s. Grozasca                                       |
| L382.1 | Drumul de acces spre s. Florițoaia Veche                               |
| L383   | Drumul de acces spre s. Florițoaia Nouă                                |
| L384   | Drumul de acces spre s. Lidovca                                        |
| L385   | R1.1 – Mănoilești – Unțești                                            |
| L386   | Mănoilești – s. Rezina – G90                                           |
| L387   | G94 – Morenii Noi – Șicovăț – G91                                      |
| L388   | R1 – drumul de acces spre s. Veverița                                  |
| L389   | R1.1 – drumul de acces spre or. Ungheni                                |
| L390   | Drumul de acces spre s. Săghieni                                       |
| L391   | R1 – drumul de acces spre s. Novaia Nicolaevca                         |
| L392   | Drumul de acces spre s. Bălănești                                      |
| L392.1 | Drum de acces spre s. Găureni                                          |
| L393   | s. Valea-Trestieni – G94.1                                             |
| L394   | Drumul de acces spre s. Cîrnești                                       |
| L395   | M1 – drumul de acces spre s. Bursuc                                    |
| L396   | M1 – drumul de acces spre s. Iurceni                                   |
| L397   | M1 – drumul de acces spre s. Cristești                                 |
| L398   | R25 – drumul de acces spre s. Ciorești                                 |
| L399   | R25 – drumul de acces spre s. Vărzărești                               |
| L400   | R25 – drumul de acces spre or. Nisporeni                               |
| L401   | R10 – drumul de acces la Mănăstirea Vărzărești                         |
| L402   | Păruceni – Seliște – Vînători                                          |
| L403   | Nisporeni – Marinici                                                   |
| L403.1 | Drumul de acces spre s. Odaia                                          |
| L404   | Drumul de acces spre s. Drojdieni                                      |
| L405   | Drumul de acces spre s. Vînători                                       |
| L406   | R25 – drumul de acces spre s. Micleușeni                               |
| L407   | R25 – drumul de acces spre s. Dolna                                    |
| L408   | Codreanca – Onești                                                     |
| L408.1 | Drumul de acces spre s. Țigănești                                      |
| L409   | G81 – Rădeni – Drăgușeni                                               |
| L410   | R6 – drumul de acces spre s. Micăuți                                   |
| L411   | M5 – drumul de acces spre s. Greblești                                 |
| L412   | Drumul de acces spre s. Recea                                          |
| L413   | Drumul de acces spre s. Saca                                           |
| L414   | Drumul de acces spre s. Negrești                                       |
| L415   | Sireți – stația Ghidighici                                             |
| L416   | Bucovăț – Gălești – Zubrești                                           |
| L417   | R25 – drumul de acces spre stația Bucovăț                              |
| L418   | R1 – drumul de acces spre s. Tătărești                                 |
| L419   | R25 – drumul de acces spre s. Lozova                                   |
| L420   | M1 – drumul de acces spre s. Lozova                                    |
| L421   | R1 – drumul de acces spre s. Făgureni                                  |
| L422   | R1 – drumul de acces spre s. Cojușna                                   |
| L423   | M4 – Dubăsari – Cocieri – Roghi – M4                                   |
| L423.1 | Drumul de acces spre s. Molovata Nouă                                  |
| L424   | M4 – drumul de acces spre s. Pohrebea                                  |
| L425   | R5 – Pîrîta – Coșnița                                                  |
| L426   | Drumul de acces spre s. Holercani                                      |
| L427   | Drumul de acces spre s. Marcăuți                                       |
| L428   | Drumul de acces spre s. Molovata                                       |
| L428.1 | Drumul de acces spre s. Oxentea                                        |
| L429   | L363 – Hîrtop – Doroțcaia                                              |
| L430   | Drumul de acces spre s. Vasilievca                                     |
| L431   | Drumul de acces spre s. Rîșcova                                        |
| L432   | Drumul de acces spre s. Stețcani                                       |
| L433   | Drumul de acces spre s. Ișnovăț                                        |
| L434   | Drumul de ocolire a s. Izbiște                                         |
| L435   | Chișinău – Colonița – Maximovca                                        |
| L435.1 | Drumul de acces spre s. Dolinnoe                                       |
| L436   | Budești – Bălțata                                                      |
| L437   | Drumul de acces spre s. Bălțata                                        |
| L438   | G72 – Jevreni – Răculești                                              |
| L439   | M1 – drumul de acces spre s. Cruglic                                   |
| L440   | Hîrtopul Mic – Zăicana – Hrușova                                       |
| L440.1 | Zăicana – M1                                                           |
| L441   | Ratuș – Drăsliceni                                                     |
| L442   | R6 – drumul de acces spre s. Pașcani                                   |
| L443   | Vadul lui Vodă – Bălăbănești                                           |
| L444   | Drumul de acces spre s. Corjova                                        |
| L445   | Drumul de acces spre s. Mălăiești                                      |
| L446   | Drumul de acces spre s. Dubăsarii Vechi                                |
| L447   | Vadul lui Vodă – Văduleni                                              |
| L448   | R4 – drumul de acces spre or. Vadul lui Vodă                           |
| L449   | Goian – Făurești                                                       |
| L450   | M1 – drumul de acces spre mun. Chișinău                                |
| L451   | R6 – drumul de acces spre s. Stăuceni                                  |
| L452   | R1 – drumul de acces spre s. Trușeni                                   |
| L452.1 | Drumul de acces spre s. Frumușica                                      |
| L453   | Băcioi – aeroportul Chișinău                                           |
| L454   | Sîngera – Floreni                                                      |
| L455   | R5 – Budești – M5                                                      |
| L455.1 | Tohatin – Colonița                                                     |
| L455.2 | L455 – Cheltuitori – Tohatin                                           |
| L456   | M1 – Grătiești – Hulboaca                                              |
| L457   | R4 – drumul de acces spre s. Ciorescu                                  |
| L458   | R4 – drumul de acces spre or. Cricova                                  |
| L459   | R6 – drumul de acces spre or. Cricova                                  |
| L460   | Drumul de acces spre s. Tohatin                                        |
| L461   | M1 – Condrița – G70                                                    |
| L462   | M1 – drumul de acces spre s. Ghidighici                                |
| L463   | M1 – drumul de acces spre s. Trușeni                                   |
| L464   | R4 – drumul de acces spre Goianul Nou                                  |
| L465   | M5 – Buneți                                                            |
| L466   | M5 – Cruzești – Ceroborta                                              |
| L467   | Chișinău – Bubuieci – Bîc                                              |
| L468   | R2 – Sîngera – Dobrogea                                                |
| L469   | Chișinău – Codru – Piatra Albă                                         |
| L470   | M3 – R2                                                                |
| L471   | G109 – drumul de acces spre s. Telița                                  |
| L472   | G109 – drumul de acces spre s. Speia                                   |
| L473   | G109 – drumul de acces spre s. Șerpeni                                 |
| L474   | G109 – drumul de acces spre s. Puhăceni                                |
| L475   | Varnița – Gura Bîcului                                                 |
| L476   | R2 – drumul de acces spre s. Hîrbovăț                                  |
| L477   | R2 – Calfa – Roșcani                                                   |
| L478   | Bulboaca – Chirca – Merenii Noi – Floreni                              |
| L478.1 | Drumul de acces prin s. Albinița                                       |
| L478.2 | Botnăreștii Noi – Botnărești – Salcia                                  |
| L478.3 | L478 – Socoleni – Cobusca Nouă                                         |
| L479   | Beriozchi – Hîrbovățul Nou                                             |
| L480   | Drumul de acces spre s. Humulești                                      |
| L481   | R2 – drumul de acces spre s. Ruseni                                    |
| L482   | R2 – drumul de acces spre or. Anenii Noi                               |
| L483   | Drumul de acces spre s. Crețoaia                                       |
| L484   | Drumul de acces spre s. Picus                                          |
| L485   | Ciobanovca – Geamăna                                                   |
| L485.1 | Drumul de acces spre s. Batîc                                          |
| L486   | R30 – drumul de acces spre s. Mirnoe                                   |
| L487   | R30 – drumul de acces spre s. Balmaz                                   |
| L488   | Zolotievca – Nicolaevca                                                |
| L489   | Zolotievca – Larga                                                     |
| L490   | Drumul de acces spre monumentul „Capul de pod Șerpeni”                 |
| L491   | R2 – drumul de acces spre s. Varnița                                   |
| L492   | Piatra Albă – Mileștii Mici                                            |
| L494   | R3 – drumul de acces spre or. Ialoveni                                 |
| L495.1 | Drumul de acces spre s. Hansca                                         |
| L496   | R3 – drumul de acces spre s. Sociteni                                  |
| L497   | Drumul de acces spre s. Ruseștii Vechi                                 |
| L498   | G103 – drumul de acces spre s. Horodca                                 |
| L499   | Drumul de acces spre s. Găureni                                        |
| L500   | Drumul de acces spre s. Budăi                                          |
| L501   | Drumul de acces spre s. Bălțați                                        |
| L502   | R3 – drumul de acces spre s. Bardar                                    |
| L503   | G106 – Văratic – G106.1                                                |
| L504   | G106 – drum de acces spre s. Misovca                                   |
| L505   | Gangura – Homuteanovca                                                 |
| L506   | Drumul de acces spre s. Cigîrleni                                      |
| L507   | Drumul de acces spre s. Răzeni                                         |
| L508   | Mileștii Noi – Cărbuna – Căinari                                       |
| L509   | M1 – drumul de acces spre s. Mirești                                   |
| L510   | Ivanovca – Cățeleni – Heleșteni                                        |
| L510.1 | Drumul de acces spre s. Costești                                       |
| L511   | G98 – Drăgușenii Noi – Horodca                                         |
| L512   | Drumul de acces spre s. Ciuciuleni                                     |
| L513   | R3 – drumul de acces spre s. Fundul Galbenei                           |
| L514   | Buțeni – Fîrlădeni – Bozieni                                           |
| L515   | R3 – drumul de acces spre s. Dubovca                                   |
| L516   | R34 – drumul de acces spre s. Sărata-Mereșeni                          |
| L517   | Sărata Galbenă – Valea Florii                                          |
| L517.1 | Drumul de acces spre s. Brătianovca                                    |
| L517.2 | Drumul de acces spre s. Cărpineanca                                    |
| L518   | R34 – drumul de acces spre s. Caracui                                  |
| L519   | R33 – drumul de acces spre s. Anini                                    |
| L520   | Lăpușna – Stolniceni                                                   |
| L520.1 | Drumul de acces spre s. Șipoteni                                       |
| L521   | Drumul de acces spre s. Bobeica                                        |
| L522   | Drumul de acces spre s. Secăreni                                       |
| L523   | Drumul de acces spre s. Pereni                                         |
| L524   | Drumul de acces spre s. Bălceana                                       |
| L525   | Drumul de acces spre s. Negrea                                         |
| L526   | Drumul de acces spre s. Semionovca                                     |
| L527   | R33 – drumul de acces spre s. Boghiceni                                |
| L528   | R33 – drumul de acces spre s. Pervomaiscoe                             |
| L529   | R33 – Bujor – M1                                                       |
| L530   | R33 – drumul de acces spre s. Tălăiești                                |
| L531   | Drumul de acces spre s. Nemțeni                                        |
| L532   | Drumul de acces spre s. Sărăteni                                       |
| L533   | Drumul de acces spre s. Cotul Morii                                    |
| L534   | M1 – drumul de acces spre s. Cotul Morii                               |
| L535   | Drumul de acces spre s. Călmățui                                       |
| L536   | M1 – drumul de acces spre s. Leușeni                                   |
| L537   | R34 – drumul de acces spre s. Cîzlar                                   |
| L538   | Sărăteni – Ceadîr                                                      |
| L538.1 | Drumul de acces spre s. Orac                                           |
| L539   | R34 – drumul de acces spre s. Victoria                                 |
| L540   | Drumul de acces spre s. Cupcui                                         |
| L541   | Drumul de acces spre s. Tomai                                          |
| L542   | Drumul de acces spre s. Tochile-Răducani                               |
| L543   | R34 – drumul de acces spre s. Troița                                   |
| L544   | G102 – Beștemac – Pitești                                              |
| L544.1 | Drum de acces spre s. Sărățica Nouă                                    |
| L545   | R34 – drumul de acces spre s. Cazangic                                 |
| L546   | R34 – drumul de acces spre s. Romanovca                                |
| L546.1 | Drumul de acces spre s. Filipeni                                       |
| L547   | R34 – drumul de acces spre s. Filipeni                                 |
| L548   | R34 – drumul de acces spre s. Hănăsenii Noi                            |
| L549   | Drumul de acces spre s. Tigheci                                        |
| L550   | R34 – drumul de acces spre s. Nicolaevca                               |
| L551   | R34 – drumul de acces spre s. Frumușica                                |
| L552   | Băiuș – Hîrtop                                                         |
| L552.1 | G125 – drum de acces spre s. Bulgărica                                 |
| L553   | R26 – Batîr – Ciuflești                                                |
| L554   | Albina – Fetița – R3                                                   |
| L554.1 | L554 – Mereni – Hîrtop                                                 |
| L555   | Drumul de acces spre s. Ivanovca Nouă                                  |
| L556   | Drumul de acces spre s. Schinoșica                                     |
| L557   | Lipoveni – Munteni                                                     |
| L558   | R3 – Hîrtop – Ialpug                                                   |
| L558.1 | Drumul de acces spre s. Prisaca                                        |
| L559.1 | Gradiște – Coștangalia                                                 |
| L560   | Drumul de acces spre s. Suric                                          |
| L561   | Drumul de acces spre s. Satul Nou                                      |
| L562   | Drumul de acces spre s. Artimonovca                                    |
| L563   | G125 – drumul de acces spre s. Dimitrovca                              |
| L564   | Mihailovca – stația Cimișlia                                           |
| L565   | Ciucur-Mingir – Cenac                                                  |
| L565.1 | Drumul de acces spre s. Ciucur-Mingir                                  |
| L566   | G125 – drumul de acces spre s. Cenac                                   |
| L567   | G124 – stația Cimișlia                                                 |
| L568   | G110 – drumul de acces spre s. Fîrlădeni                               |
| L568.1 | Gîsca – Fîrlădeni                                                      |
| L569   | Bender – Chircăiești – R26                                             |
| L570   | Drumul de acces spre s. Ștefănești                                     |
| L571   | R26 – drumul de acces spre s. Ursoaia                                  |
| L572   | R30 – drumul de acces spre s. Tricolici                                |
| L572.1 | Drum de acces spre s. Plop                                             |
| L573   | R30 – drumul de acces spre or. Căușeni                                 |
| L573.1 | Drumul de acces spre stația Căușeni                                    |
| L573.2 | L573 – R30                                                             |
| L574   | R26 – drumul de acces spre or. Căușeni                                 |
| L575   | R30 – drumul de acces spre s. Cîrnățeni                                |
| L576   | R26 – drumul de acces spre s. Marianca de Sus                          |
| L577   | R26 – drumul de acces spre s. Opaci                                    |
| L578   | Căinari – Chircăieștii Noi                                             |
| L579   | Taraclia – stația Căinari                                              |
| L580   | Drumul de acces spre s. Zviozdocica                                    |
| L581   | Copanca – Cremenciug – Slobozia – M5                                   |
| L582   | R30 – drumul de acces spre s. Popeasca                                 |
| L583   | G116 – Feștelița – Marianca de Jos                                     |
| L583.1 | G116- drumul de acces spre s. Ermoclia                                 |
| L584.1 | Drumul de acces spre s. Copceac                                        |
| L585   | R30 – Talmaza                                                          |
| L586   | R30 – drumul de acces spre tabăra de odihnă „Dumbrava”                 |
| L587   | R30 – drumul de acces spre s. Cioburciu                                |
| L588   | Drumul de acces spre s. Cioburciu                                      |
| L589   | R30 – Viișoara – Purcari                                               |
| L590   | R30 – drumul de acces spre s. Olănești                                 |
| L591   | R30 – Antonești – Carahasani                                           |
| L592   | R30 – drumul de acces spre s. Căplani                                  |
| L593   | R30 – drumul de acces spre s. Crocmaz                                  |
| L594   | R30 – drumul de acces spre or. Ștefan Vodă                             |
| L595   | R30 – Slobozia – Ștefan Vodă                                           |
| L595.1 | Drumul de acces spre s. Slobozia                                       |
| L596   | R3 – Sadaclia                                                          |
| L596.1 | drum de acces spre Bogdanovca                                          |
| L597   | Drumul de acces spre s. Carabiber                                      |
| L598   | R23 – drumul de acces spre s. Bașcalia                                 |
| L599   | Cociulia – Capaclia – Șamalia                                          |
| L599.1 | Drumul de acces spre s. Capaclia                                       |
| L599.2 | Drumul de acces spre s. Haragîș                                        |
| L600   | Drumul de acces spre s. Floricica                                      |
| L601   | Drumul de acces spre s. Țolica                                         |
| L602   | Drumul de acces spre s. Enichioi                                       |
| L603   | R35 – Lărguța – Cîrpești – G136                                        |
| L604   | R35 – drumul de acces spre s. Porumbești                               |
| L605   | R34 – drumul de acces spre s. Vîlcele                                  |
| L606   | R34 – drumul de acces spre s. Toceni                                   |
| L607   | R34 – Antonești – Leca                                                 |
| L608   | Drumul de ocolire a or. Cantemir                                       |
| L609   | G132 – Taraclia – Plopi                                                |
| L609.1 | Drumul de acces spre s. Alexandrovca                                   |
| L610   | R34 – drumul de acces spre s. Stoianovca                               |
| L611   | R34 – drumul de acces spre s. Țiganca                                  |
| L612   | Drumul de acces spre s. Victorovca                                     |
| L613   | R34 – Gotești – stația Gotești                                         |
| L614   | Cîșla – Suhat – Baimaclia                                              |
| L615   | G132 – drum de acces spre s. Cania                                     |
| L615.1 | G132 – drum de acces spre or. Cantemir                                 |
| L616   | Drumul de acces spre s. Iepureni                                       |
| L617   | Drumul de acces spre s. Lingura                                        |
| L618   | Drumul de acces spre s. Crăciun                                        |
| L619   | R35 – Sadîc – Taraclia                                                 |
| L619.1 | Drum de acces spre s. Dudulești                                        |
| L620   | R23 – drumul de acces spre s. Cioc-Maidan                              |
| L621   | Cioc-Maidan – Avdarma                                                  |
| L622   | R28 – drumul de acces spre stația Comrat                               |
| L623   | R28 – drumul de acces spre mun. Comrat                                 |
| L623.1 | R23 – drumul de acces spre mun. Comrat                                 |
| L623.2 | R29 – drumul de acces spre mun. Comrat                                 |
| L623.3 | R35 – drumul de acces spre mun. Comrat                                 |
| L624   | M3 – drumul de acces spre s. Beșalma                                   |
| L625   | Drumul de acces spre s. Cotovscoe                                      |
| L626   | Congaz – Chioselia Rusă                                                |
| L627   | R29 – Joltai – Beșghioz – R36                                          |
| L627.1 | Drumul de acces spre stația Joltai                                     |
| L628   | R29 – drumul de acces spre s. Gaidar                                   |
| L629   | R29 – drum de acces spre stația Ceadîr-Lunga – R36                     |
| L629.1 | Ceadîr-Lunga – stația Ceadîr-Lunga                                     |
| L630   | Corten – Baurci                                                        |
| L631   | R37 – drumul de acces spre s. Cazaclia                                 |
| L632   | R37 – Cazaclia – stația Cazaclia                                       |
| L633   | Drumul de acces spre s. Carbalia                                       |
| L634   | M3 – Vulcănești – R32.1                                                |
| L635   | M3 – drumul de acces spre stația Vulcănești                            |
| L636   | M3 – drumul de acces spre aeroportul Vulcănești                        |
| L637   | M3 – Vulcănești – Vadul lui Isac                                       |
| L637.1 | Vulcănești – M3                                                        |
| L638   | M3 – Cișmichioi – Etulia                                               |
| L638.1 | Drumul de acces spre frontiera cu Ucraina                              |
| L639   | M3 – drumul de acces spre frontiera cu Ucraina                         |
| L640   | R29.1 – Valea Perjei – frontiera cu Ucraina                            |
| L641   | R29 – drumul de acces spre s. Valea Perjei                             |
| L642   | Ceadîr-Lunga – Taraclia - L646                                         |
| L643   | R37 – drumul de acces spre s. Corten                                   |
| L643.1 | Corten – stația Corten                                                 |
| L644   | M3 – drumul de acces spre s. Cealîc                                    |
| L644.1 | M3 – drum de acces spre s. Samurza                                     |
| L645   | G140 – drumul de acces spre or. Taraclia                               |
| L646   | M3 – drum de acces spre or. Taraclia – R32                             |
| L647   | Drumul de acces spre s. Novosiolovca                                   |
| L648   | G137 – Hîrtop – Salcia                                                 |
| L649   | M3 – drumul de acces spre s. Aluatu                                    |
| L650   | Ciumai – Mirnoe – frontiera cu Ucraina                                 |
| L651   | Vinogradovca – Orehovca                                                |
| L652   | Drumul de acces spre s. Doina                                          |
| L653   | Drumul de acces spre s. Iasnaia Poleana                                |
| L654   | Drumul de acces spre s. Spicoasa                                       |
| L655   | G136 – Frumușica – Borceag – G136                                      |
| L657   | Drumul de acces spre s. Trifeștii Noi                                  |
| L658   | Drumul de acces spre s. Lucești                                        |
| L659   | R34 – drumul de acces spre or. Cahul                                   |
| L660   | R34 – drumul de acces spre or. Cahul                                   |
| L661   | R32 – drumul de acces spre s. Moscovei                                 |
| L662   | R32 – drumul de acces spre s. Lopățica                                 |
| L662.1 | G132 – Tudorești                                                       |
| L663   | R32 – Andrușul de Sus – Rumeanțev – G134                               |
| L664   | R32 – Drumul de acces spre or. Cahul                                   |
| L664.1 | Drumul de acces spre s. Cotihana                                       |
| L665   | R34 – Larga Nouă – Rumeanțev                                           |
| L665.1 | Drumul de acces spre s. Larga Veche                                    |
| L666   | Zîrnești – Baurci-Moldoveni                                            |
| L667   | Zîrnești – Paicu                                                       |
| L668   | R34 – Andrușul de Jos – Andrușul de Sus                                |
| L669   | R32 – drumul de acces spre aeroportul Cahul                            |
| L670   | R32 – drumul de acces spre s. Lebedenco                                |
| L671   | R32 – drumul de acces spre s. Ursoaia                                  |
| L672   | R32 – drumul de acces spre s. Pelinei                                  |
| L673   | R32 – drumul de acces spre s. Alexanderfeld                            |
| L674   | R32 – drumul de acces spre s. Vladimirovca                             |
| L675   | M3 – Burlăceni – Musaitu                                               |
| L676   | M3 – drumul de acces spre s. Burlăceni                                 |
| L677   | Drumul de acces spre s. Iujnoe                                         |
| L678   | M3 – drumul de acces spre stația Greceni                               |
| L679   | M3 – drumul de acces spre s. Văleni                                    |
| L679.1 | Drumul de acces spre s. Alexandru Ioan Cuza                            |
| L681   | Rașcov – Iantarnoe                                                     |
| L682   | Rașcov – Valea Adîncă – Constantinovca                                 |
| L683   | Hristovaia – Rotari – Socolovca – Podoimița                            |
| L683.1 | Drumul de acces spre s. Bodeni                                         |
| L684   | Drumul de acces spre s. Ocnița                                         |
| L685   | Drumul de acces spre s. Voitovca                                       |
| L686   | Drumul de acces spre s. Frunzăuca                                      |
| L687   | Camenca – Crasnîi Octeabri                                             |
| L688   | Broșteni – frontiera cu Ucraina                                        |
| L688.1 | Drumul de acces spre s. Erjova                                         |
| L689   | Drumul de acces spre s. Plopi                                          |
| L690   | Drumul de acces spre s. Vasilievca                                     |
| L691   | Crasnencoe – Molochișul Mic – Vadul Turcului – Beloci – Stroiești – M4 |
| L691.1 | Drumul de acces spre s. Dimitrova                                      |
| L692   | M4 – Molochișul Mare – Haraba                                          |
| L693   | L674 – Molochișul Mare – Vadul Turcului                                |
| L694   | M4 – drumul de acces spre s. Ghidirim                                  |
| L695   | Cobasna – G76                                                          |
| L695.1 | Drumul de acces spre s. Gherșunovca                                    |
| L696   | G78 – Andreevca – Șmalena                                              |
| L696.1 | Drumul de acces spre s. Pîcalova                                       |
| L697   | Rîbnița – Ulmul Mic                                                    |
| L698   | Vărăncău – Mocra – Șevcenco                                            |
| L698.1 | Drumul de acces spre s. Pobeda                                         |
| L698.2 | Drumul de acces spre s. Zaporojeț                                      |
| L698.3 | Drumul de acces spre s. Basarabca                                      |
| L699   | M4 – drumul de acces spre s. Ofatinți                                  |
| L700   | M4 – Vărăncău – Mocra                                                  |
| L701   | M4 – Popencu – Zăzuleni – M4                                           |
| L702   | M4 – drumul de acces spre s. Vladimirovca                              |
| L703   | M4 – Jura – Butuceni – M4                                              |
| L704   | M4 – drumul de acces spre s. Mihailovca                                |
| L705   | G78 – Pervomaisc – Lenin                                               |
| L706   | M4 – Harmațca – Țîbuleuca – frontiera cu Ucraina                       |
| L707   | Goian – Dubău – Goianul Nou                                            |
| L707.1 | Drumul de acces spre s. Doibani                                        |
| L708   | M5 – drumul de acces spre or. Dubăsari                                 |
| L709   | M1 – drumul de acces spre or. Dubăsari                                 |
| L710   | M1 – Comisarovca Nouă – Vasilievca                                     |
| L710.1 | Drumul de acces spre s. Afanasievca                                    |
| L710.2 | Drumul de acces spre s. Crasnîi Vinogradari                            |
| L711   | Lunga Nouă – Bosca                                                     |
| L711.1 | Drumul de acces spre s. Coșnița Nouă                                   |
| L712   | Drumul de acces spre Grigoriopol                                       |
| L712.1 | Drumul de acces spre s. Marian                                         |
| L712.2 | Drumul de acces spre or. Maiac                                         |
| L712.3 | Drumul de acces spre s. Cotovca                                        |
| L712.4 | Drumul de acces spre s. Crasnaia Besarabia                             |
| L713   | Grigoriopol – Șipca – Carmanova                                        |
| L713.1 | Drumul de acces spre s. Crasnoe                                        |
| L714   | M4 – Butor – India                                                     |
| L715   | M4 – Vinogradnoe – Crasnogorca                                         |
| L716   | M4 – drumul de acces spre s. Novovladimirovca                          |
| L717   | Drumul de acces spre s. Speia                                          |
| L718   | M4 – drumul de acces spre s. Mălăiești                                 |
| L719   | M4 – drumul de acces spre frontiera cu Ucraina                         |
| L720   | Hîrtop – Mocreachi – Bruslachi                                         |
| L721   | Vladimirovca – Frunză – Novocotovsc – M5                               |
| L721.1 | L721 – drumul de acces spre frontiera cu Ucraina                       |
| L721.2 | Drumul de acces spre s. Novosavițcaia                                  |
| L721.3 | Drumul de acces spre s. Nicolscoe                                      |
| L722   | Tiraspol – frontiera cu Ucraina                                        |
| L723   | M4 – Blijnii Hutor – Tiraspol                                          |
| L724   | M4 – Tîrnauca                                                          |
| L725   | Bender – Copanca – Leuntea – Grădinița                                 |
| L726   | R27 – drumul de acces spre s. Sucleia                                  |
| L727   | R27 – drumul de acces spre s. Cioburciu                                |
| L728   | Cioburciu – Pervomaisc                                                 |
| L728.1 | Drumul de acces spre s. Cioburciu                                      |
| L729   | R27 – drumul de acces spre s. Corotna                                  |
| L730   | Hlinaia – Pervomaisc                                                   |
| L731   | Drumul de acces spre s. Andriașevca Veche                              |